# Chesterfield Football Club
O Chesterfield Football Club é um clube de futebol profissional com sede na cidade de Chesterfield, Derbyshire, Inglaterra. A equipe compete atualmente na EFL League Two, o quarto nível do sistema de ligas de futebol inglês, após conquistar o título da National League 2023–24.
O clube manda seus jogos no SMH Group Stadium, com capacidade para 10.500 torcedores, desde 2010, quando deixou sua histórica casa, o Saltergate. Entre os jogadores mais notáveis que já atuaram pelo clube estão Dave Blakey, recordista de aparições com 617 jogos de liga, e Ernie Moss, maior artilheiro do clube com 162 gols em ligas. O Chesterfield mantém diversas rivalidades locais, sendo a mais marcante contra o Mansfield Town, clube de Nottinghamshire.

### História
O Chesterfield FC foi oficialmente fundado em 1867, embora tenha sido a terceira encarnação desse nome que se profissionalizou em 1891, passando a se chamar Chesterfield Town. No ano seguinte, o clube participou pela primeira vez da FA Cup e competiu nas ligas regionais Sheffield & District League e Sheffield & Hallamshire Senior Cup, ingressando na Midland League em 1896–97. Após um terceiro lugar em 1898–99, o clube conquistou vaga na Second Division da Football League. Contudo, depois de dez temporadas, perdeu a reeleição em 1909 e retornou à Midland League, onde foi campeão em 1909–10. Após entrar em liquidação em 1915, foi reformado como Chesterfield Municipal em 1919, voltando à Midland League e vencendo o campeonato de 1919–20.
Renomeado para Chesterfield em dezembro de 1920, o clube foi um dos fundadores da Third Division North em 1921–22. Na temporada 1930–31, venceu o título da divisão, mas passou apenas duas temporadas na Second Division antes de ser rebaixado. Em 1935–36, conquistou novamente a Third Division North e, após a Segunda Guerra Mundial, registrou sua melhor campanha histórica, terminando em quarto lugar na Second Division em 1946–47. Contudo, sofreu novos rebaixamentos em 1950–51 e, mais tarde, em 1960–61. Conquistou o título da Fourth Division em 1969–70 e o Anglo-Scottish Cup em 1980. Após novo rebaixamento em 1982–83, venceu novamente a Fourth Division em 1984–85.

### Tempos Modernos
Em 1995, o Chesterfield garantiu o retorno à terceira divisão ao vencer o Bury por 2–0 na final do play-off em Wembley. O clube alcançou a semifinal da FA Cup em 1997, mas foi rebaixado para a última divisão em 1999–2000, antes de conquistar a promoção automática na temporada seguinte. Após altos e baixos, venceu a League Two em 2010–11, mas foi novamente rebaixado no ano seguinte.
Sob a liderança de Dave Allen, que assumiu total controle em 2011, o clube alcançou duas finais do EFL Trophy, vencendo o título em 2012 contra o Swindon Town e terminando como vice-campeão em 2014. O Chesterfield foi campeão da League Two pela quarta vez em 2013–14, mas caiu novamente para divisões inferiores, sofrendo rebaixamentos consecutivos que o levaram a deixar a English Football League em 2017–18. Após anos na National League, o Chesterfield finalmente conquistou o título em 2023–24, retornando à League Two.
Essa trajetória ilustra a resiliência do clube ao longo de sua história e o orgulho dos torcedores em apoiar um time que representa a cidade de Chesterfield com dedicação e paixão.

### Mansfield Town
A rivalidade com o Mansfield Town é a mais acirrada e reconhecida pelos torcedores do Chesterfield FC. Conhecida como o "Derby de Derbyshire–Nottinghamshire", ela é alimentada pela proximidade geográfica dos clubes, separados por cerca de 20 km. Os jogos entre Chesterfield e Mansfield costumam ser intensos e repletos de emoção, com os torcedores de ambos os lados criando uma atmosfera fervorosa nos estádios. Essa rivalidade transcende o campo, simbolizando uma disputa por supremacia regional entre as comunidades das duas cidades.

## Títulos
- Campeonato Inglês da 3ª Divisão:

1935-36
- Campeonato Inglês da 4ª Divisão:

1969-70, 1984-85, 2010-11, 2013-14
- Campeonato Inglês da 5ª Divisão:

2023-24
- EFL Trophy: 1

2011-12